# 榎本遥菜
榎本 遥菜（えのもと はるな、2006年1月2日 - ）は、日本の女優。東京都出身。プロダクション尾木所属。

## 人物
特技はアクション、フラメンコ、ピアノ、そろばん、手品、ボイスパーカッション、ルービックキューブ、DJ。

## 出演作品

### テレビ
- ウルトラシリーズ（テレビ東京）
  - ウルトラマンジード 第1話（2017年7月8日）※ノンクレジット
  - ウルトラマンデッカー 第9話（2022年9月10日） - ミカ[2]
- スーパー戦隊シリーズ（テレビ朝日）
  - 騎士竜戦隊リュウソウジャー 第7話（2019年4月28日）[3]
  - 王様戦隊キングオージャー 第32話・第33話（2023年10月8日・15日）- 福井理香
- 青のSP―学校内警察・嶋田隆平― 第7話（2021年2月23日、東海テレビ・フジテレビ）
- おいしい給食 Season2（2021年10月13日 - 12月15日、tvk） - 五代詩織
- プレミアムドラマ / 山女日記3（2021年10月17日、NHK BSプレミアム）
- 仮面ライダーギーツ 第41話（2023年6月25日、テレビ朝日） - 女子高生A

### 映画
- 劇場版 ウルトラマンジード つなぐぜ! 願い!!（2018年3月10日、松竹） - 植物宇宙人ルフル[4]
- 劇場版 おいしい給食 卒業（2022年5月13日、AMGエンタテインメント） - 五代詩織
- こころのふた〜雪ふるまちで〜（2024年6月14日、The icon）[5]

### オリジナルビデオ
- 宇宙戦隊キュウレンジャー Episode of スティンガー（2017年10月25日発売）[6]

### 舞台
- NINJA ZONE～RISE OF KUNOICHI WARRIOR～（2018年9月、六行会ホール）[6]

### CM
- まくらのキタムラ ブランデッドムービー「ありがとう篇」（2022年1月 - ）

### WEB
- タレントデータバンク（2021年11月） - インタビュー掲載
- De☆View（2022年1月） - インタビュー掲載